# Vervant, Charente

Vervant este o comună în departamentul Charente, Franța. În 1 ianuarie 2022 avea o populație de 147 de locuitori.